# Sallapulka
Sallapulka ist eine Ortschaft und eine Katastralgemeinde der Gemeinde Weitersfeld im Bezirk Horn in Niederösterreich. Die Ortschaft hat 61 Einwohner (Stand 1. Jänner 2024). Bis Ende 1971 war Sallapulka eine eigenständige Gemeinde.

## Geografie
Der südöstlich von Weitersfeld gelegene Ort wird vom Steinhölzlbach durchflossen. Seitlich führt die Landesstraße L37 hindurch, von der die L1152 abzweigt und den Ort in Längsrichtung erschließt.

## Geschichte
Der Name Sallapulka deutet auf eine slawische Abstammung hin, denn „Salopulkau“, wie es in alten Urkunden heißt, bedeutet Berg ober Pulkau oder „Heiliger Ort ober Pulkau“. Die Pfarrkirche, die erstmals 1299 erwähnt wird, ist eine der ältesten Wallfahrtskirchen Niederösterreichs und war früher so bekannt wie Mariazell.
Laut Adressbuch von Österreich waren im Jahr 1938 in der Ortsgemeinde Sallapulka ein Gastwirt, zwei Gemischtwarenhändler, ein Glaser, zwei Landesproduktehändler, ein Pferdehändler, ein Schmied, ein Schweinehändler, ein Tischler und mehrere Landwirte ansässig.
Mit 1. Jänner 1972 wurde im Zuge der Niederösterreichischen Kommunalstrukturverbesserung die bis dahin selbständige Gemeinde Sallapulka nach Weitersfeld eingemeindet.

## Sehenswürdigkeiten
- Pfarr- und Wallfahrtskirche Maria im Gebirge, auf einem Hügel südlich des Ortes

## Persönlichkeiten
- Leopold Kletter (1912–1989), österreichischer Meteorologe, wuchs hier auf